# Inwestycje.pl
Inwestycje.pl S.A. – przedsiębiorstwo istniejące na polskim rynku mediów internetowych od 2004 roku. 24 listopada 2010 r. spółka zadebiutowała na rynku NewConnect.
Spółka prowadzi serwisy internetowe o profilu finansowym. Największym serwisem grupy są Inwestycje.pl, następnie Waluty.com, Kantory.pl, Fundusze24.pl, Investing.pl, Pasaz-finansowy.pl, Twojefinanse.pl, Ofinansach.pl, Grafinansowa.pl, Twojbiznes.pl, Forum-prawne.pl. Spółka czerpie przychody z reklamy internetowej, jest właścicielem i wydawcą Grupy Mediowej Inwestycje.pl. Portale grupy odwiedza miesięcznie ponad 1 150 000 użytkowników, generując 6 500 000 odsłon.
Inwestycje.pl to portal internetowy o tematyce giełdowej, gospodarczej, finansowej i ekonomicznej. Skierowany jest do biznesmenów, managerów, specjalistów, kadry zarządzającej, inwestorów indywidualnych oraz innych osób poszukujących wiedzy na temat możliwości inwestowania pieniędzy. Zawartość merytoryczna portalu pogrupowana jest w osiem działów: Inwestycje Tradycyjne, Inwestycje Alternatywne, Finanse Osobiste, Finanse Firmy, Biznes, Gospodarka, Styl oraz Pasaż Finansowy. Siedziba redakcji znajduje się we Wrocławiu.
W konkursie Deloitte Technology Fast 50 Central Europe 2011 spółka została sklasyfikowana na piątym miejscu w regionie Europy Środkowej oraz na drugim miejscu w Polsce pośród najszybciej rozwijających się przedsiębiorstw z zakresu nowoczesnych i innowacyjnych technologii działających w regionie Europy Środkowej.